# Ulvöespinela
La ulvöespinela, escrito también como ulvoespinela o ulvospinela, es un mineral óxido de composición TiFe2O4.
Descrito por primera vez por Fredrik Mogensen en 1946, debe su nombre a su lugar de descubrimiento, la isla de Ulvö (Suecia), y a su estructura de espinela.
Otro nombre que recibe este mineral es ulvita.

## Propiedades
De color negro hierro, la ulvöespinela es un mineral opaco de brillo metálico que con luz reflejada adquiere una coloración parda o pardo rojiza.
Tiene una dureza entre 5,5 y 6 en la escala de Mohs, comparable a la del ortoclasa, y una densidad (calculada) de 4,77 g/cm³.
Muestra una solubilidad media en ácido clorhídrico.
Cristaliza en el sistema cúbico, clase hexaoctaédrica (4/m 3 2/m).
El contenido de FeO de este mineral oscila entre el 52% y el 64%, mientras que el de TiO2 lo hace entre el 26% y el 36%; como impurezas más importantes hay que señalar magnesio y aluminio.
Por encima de 600 °C existe una disolución sólida con la magnetita, en cuyas composiciones intermedias —que reciben el nombre de titanomagnetita— dos cationes Fe3+ de la magnetita son sustituidos por un catión Fe2+ y un catión Ti4+.

## Morfología y formación
La ulvöespinela habitualmente aparece como exsolución, formando una fina red a lo largo de {100} en magnetita o ilmenita; raramente forma escuálidos cristales con un tamaño de hasta 2 cm.
Es un componente frecuente de yacimientos de magnetita titanífera, de kimberlitas y de basaltos que contengan hierro reducido (tanto terrestres como lunares).
Aparece asociada a magnetita, troilita, cohenita, grafito, ilmenita, pirrotita, calcopirita, olivino, piroxeno y biotita.

## Yacimientos
La localidad tipo de este mineral es la mina Grundhamn, en la isla de Ulvö (Ångermanland, Suecia); en este mismo país hay también depósitos cerca de Jönköping. En la vecina Finlandia existen enclaves de ulvöespinela en Kälviä (hoy perteneciente a Kokkola, Ostrobotnia Central) y en el campo de diamantes Kuopio-Kaavi (Finlandia Oriental). Rusia cuenta con depósitos en el macizo de Jibiny (óblast de Múrmansk) así como en Jarlovo (krai de Altái).
En España hay yacimientos de este mineral en Estopiñán del Castillo y Sopeira (Huesca), en Totero (Cantabria) y en Malpica de Bergantiños (La Coruña).
En Argentina se puede encontrar ulvöespinela en Athos Pampa (Córdoba) y Las Heras (Mendoza); por otra parte, el meteorito de D'Orbigny, encontrado en 1979 en Coronel Suárez y clasificado como angrita, contiene este mineral óxido.